# Pha màu theo phép xen kẽ

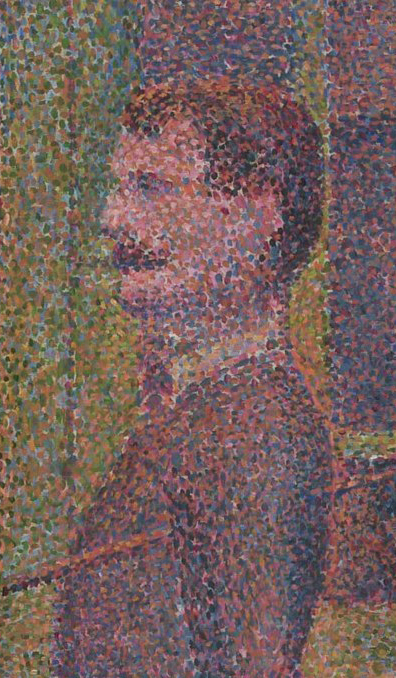
Một phần của La Parade được sơn bởi Seurat năm (1889), có thể thấy những chấm sơn do bút pháp điểm họa.

Pha màu theo phép xen kẽ là phương pháp không hòa trộn trực tiếp mà chỉ đem các chất liệu màu (như nét màu, điểm màu) đặt cạnh nhau để tạo nên hiệu quả của một màu tổng hợp những màu ấy. Phương pháp này còn được gọi là pha màu theo phép trung bình cộng.
Kết hợp ba màu gốc theo phương pháp này cho kết quả giống như phương pháp pha màu theo phép cộng.
Phương pháp này xuất hiện từ bút pháp điểm họa (pointillism) ra đời ở Pháp vào thế kỷ 19, nay còn được dùng trong công nghệ sợi, dệt, in ốp xét, tranh ghép mảnh.

## Hình ảnh

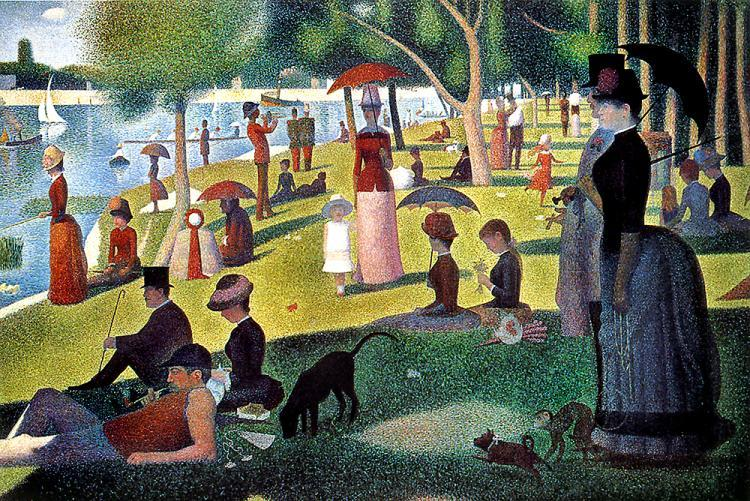
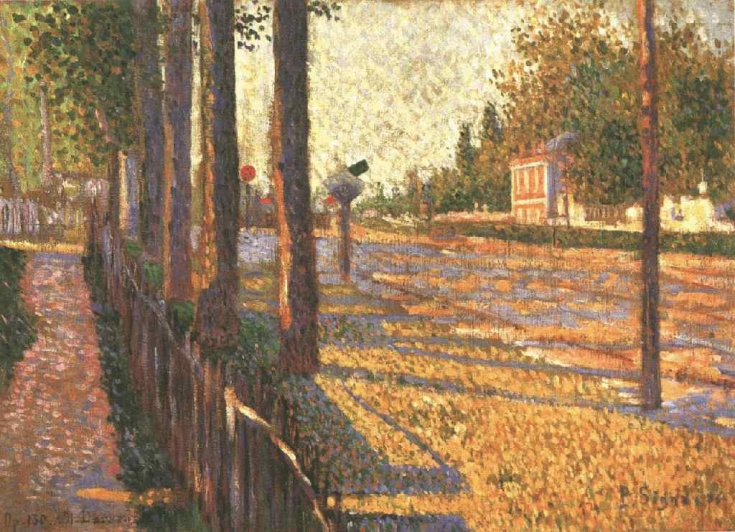
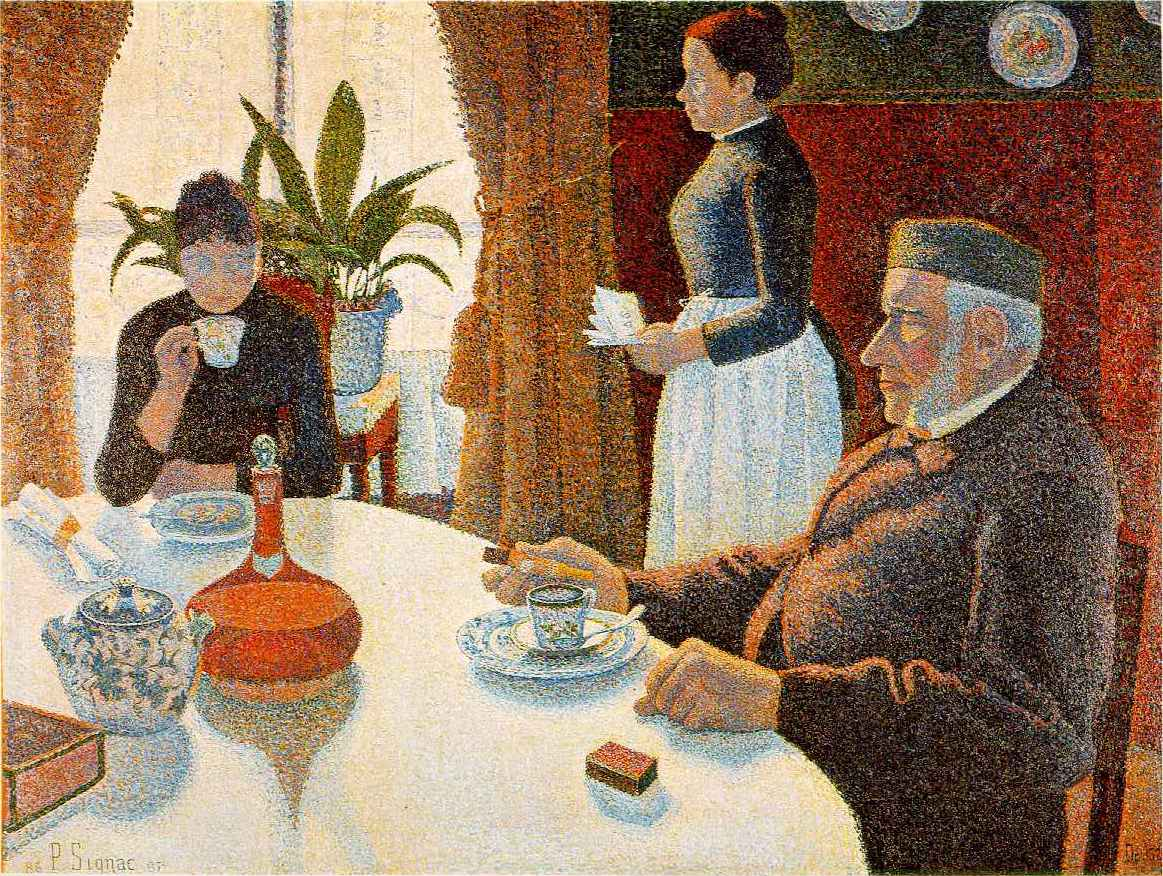

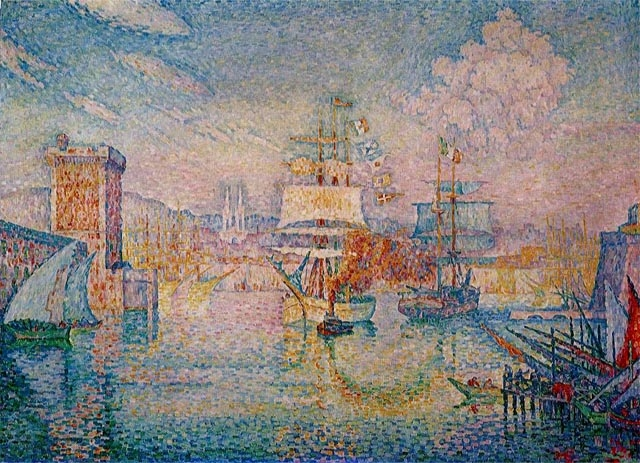
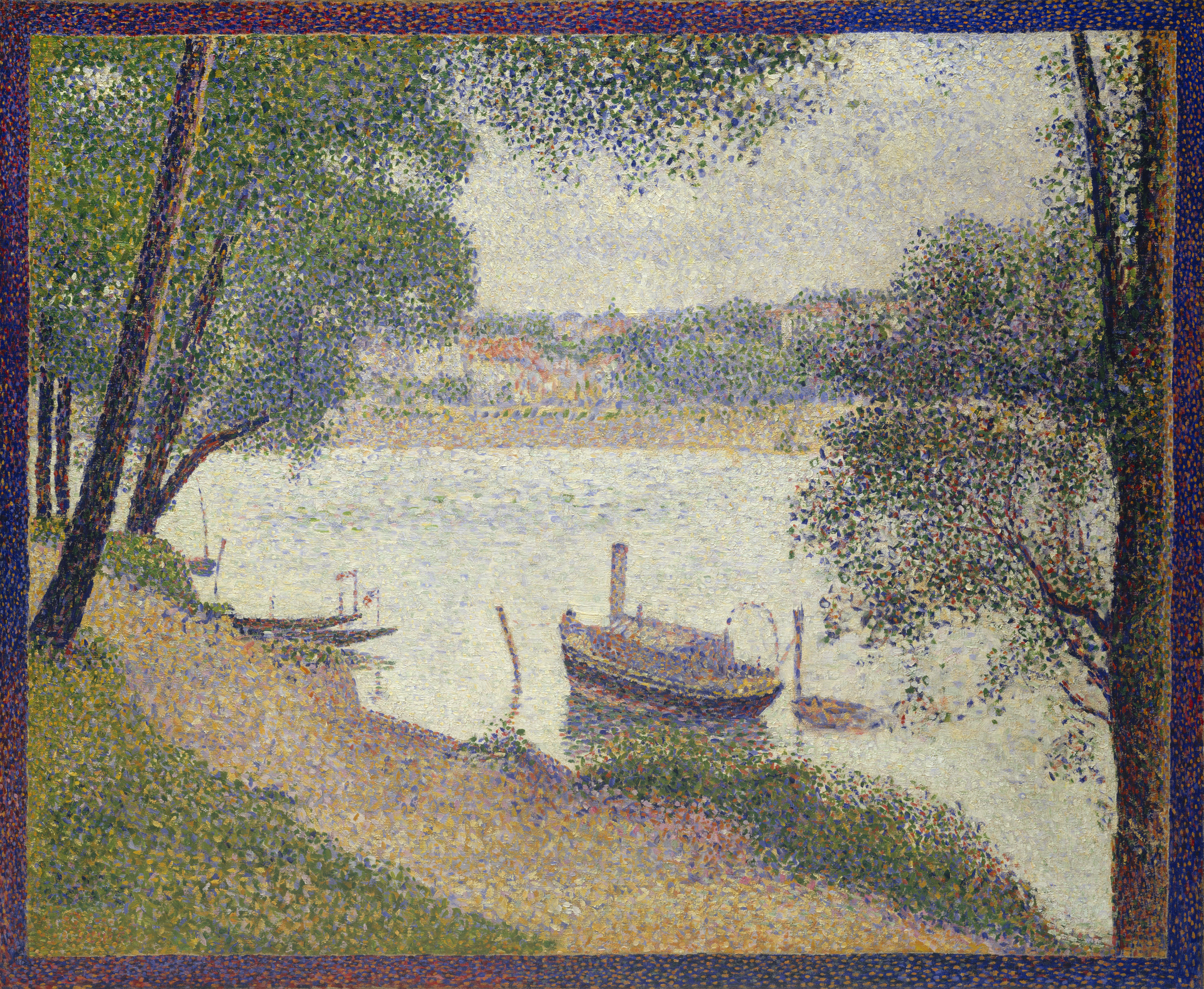
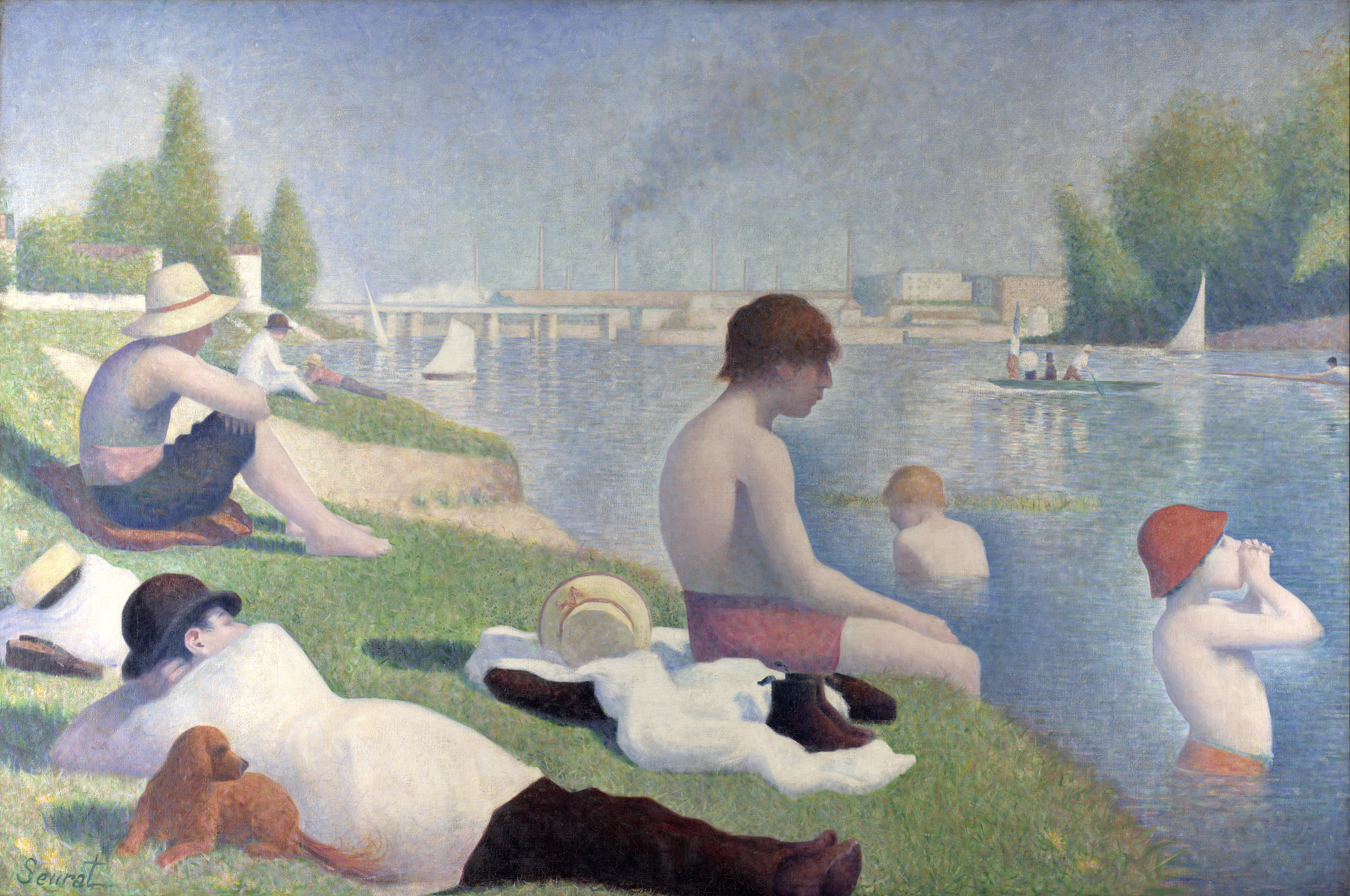

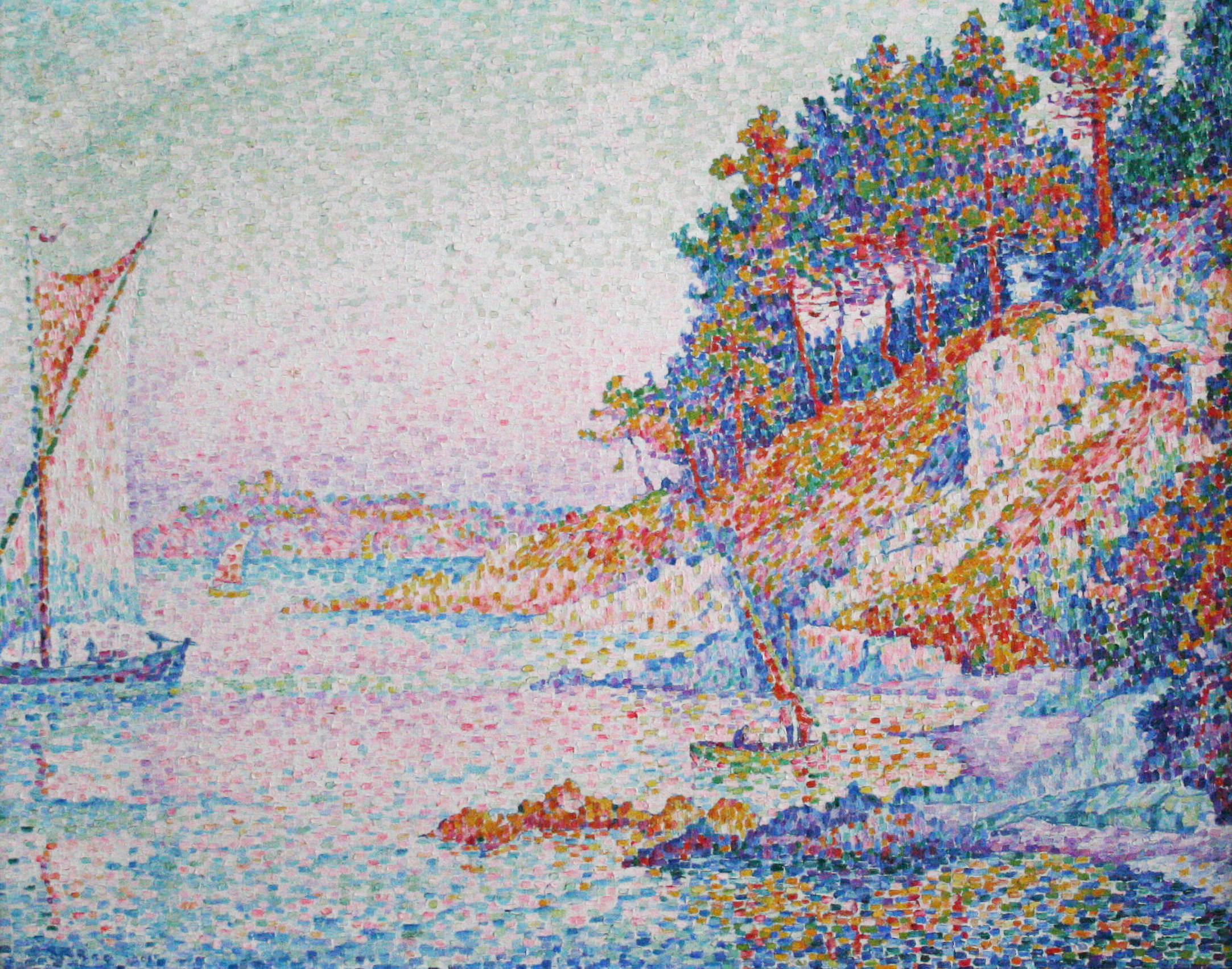
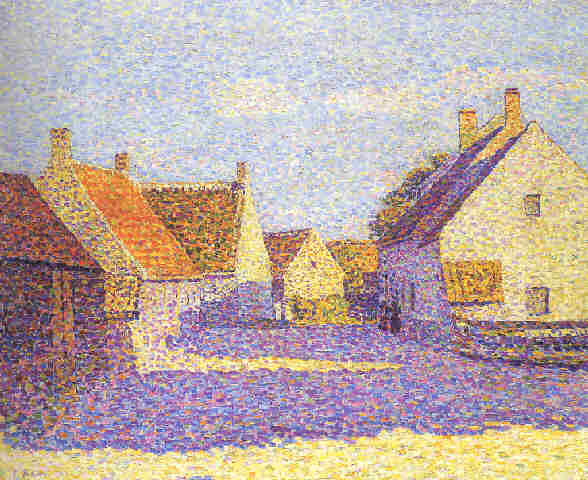
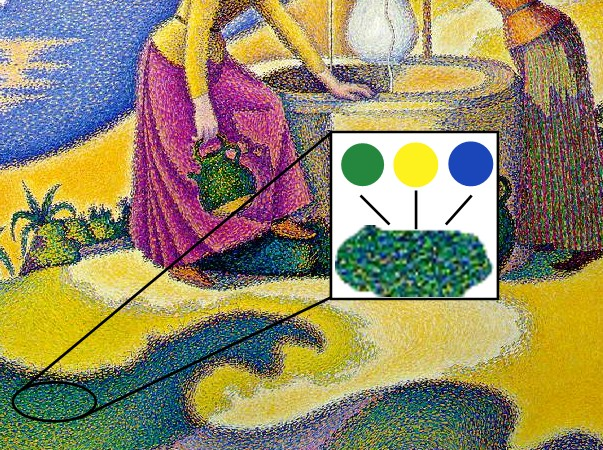
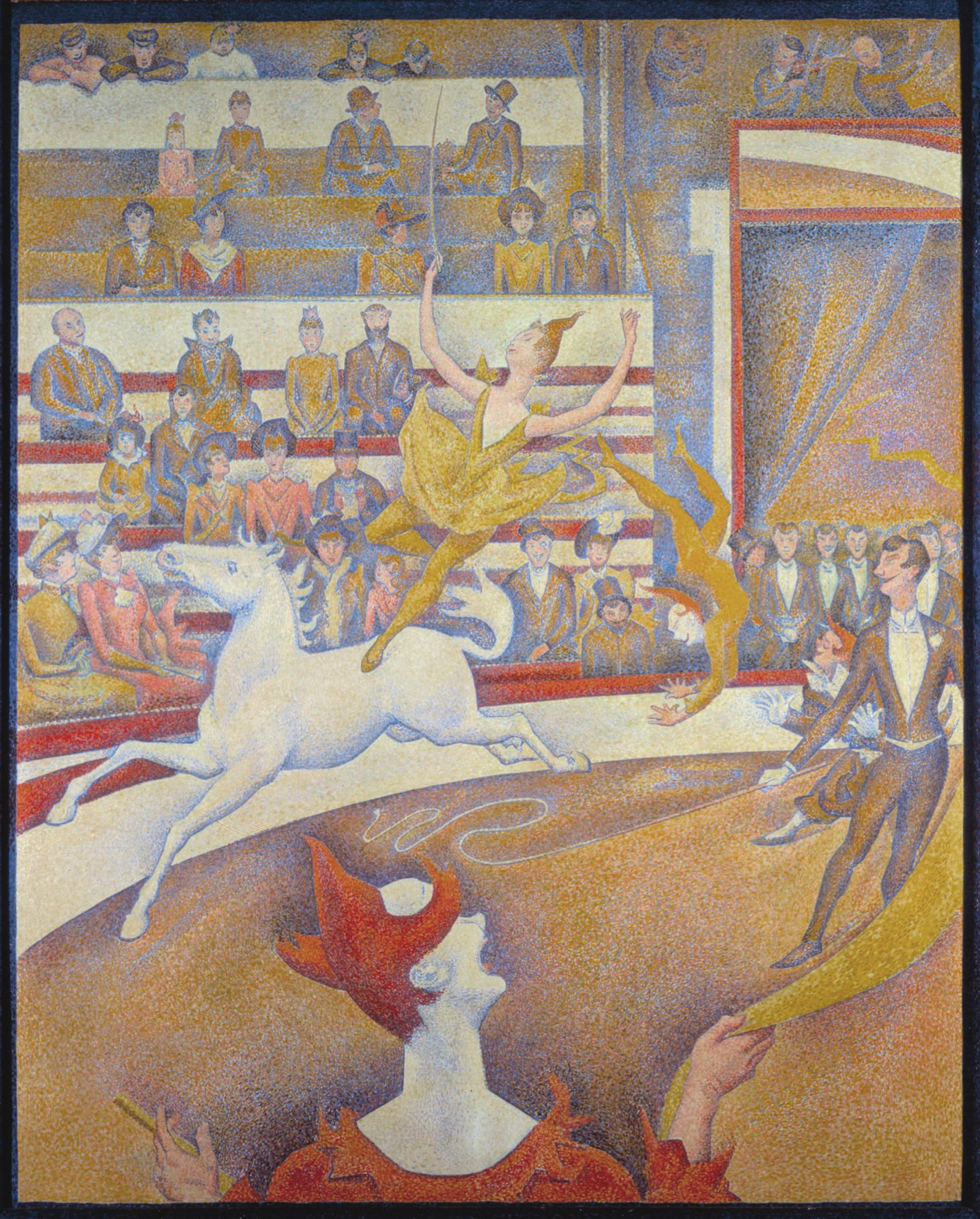